# NGC 4647
NGC 4647 is een balkspiraalstelsel in het sterrenbeeld Maagd. Het hemelobject ligt 77 miljoen lichtjaar van de Aarde verwijderd en werd op 15 maart 1784 ontdekt door de Duits-Britse astronoom William Herschel.

## Synoniemen
- UGC 7896
- IRAS 12410+1151
- MCG 2-33-1
- VCC 1972
- ZWG 71.15
- VV 206
- KCPG 353A
- Arp 116
- PGC 42816